# ОШ „Младен Стојановић” Лакташи
ОШ „Младен Стојановић” једна је од основних школа у Лакташима. Налази се у улици Карађорђева 105. Име је добила по Младену Стојановићу, лекару, хуманисти и револуционару, учеснику Народноослободилачке борбе, једном од организатора устанка на Козари 1941. и народном хероју Југославије.

## Историјат
Основна школа „Младен Стојановић” је основана 1927. године, а у току Другог светског рата су уништени сви документи о оснивању, градњи и раду те школе. Поново је почела са радом 1945. године, а прва учитељица је била Вилма Бабић. Школа је радила као четвороразредна до школске 1950—51. године и од тад је почела прерастати у осмогодишњу.
Одлуком школског одбора, поводом десетогодишњице рада, 30. априла 1961. године школа је преименована у ОШ „Младен Стојановић”. Дан школе је везан за овај датум и име народног хероја Младена Стојановића. Данас ученици разредне наставе похађају наставу у првој, а ученици предметне у другој смени. Школа по опремљености учионица и кабинета, по оцени стручних надзорника, спада у ред добро опремљених школа у Републици Српској и континуирано се ради на даљем опремању школе наставним средствима и техничким помагалима.

### Подручне школе
Прва школа у Кришковцима је отворена 1947. године и била је четвороразредна. Настава за пети разред почиње школске 1956—57. године, да би школске 1959—60. прерасла у осморазредну. Изградња школске зграде, у којој се и данас настава изводи, је започела на пролеће 1974. године. У састав школе од 1. септембра 1983. године улази Подручна школа у Кришковцима данас ,,Младен Стојановић”. Наставни процес се изводи само у првој смени.
Школске 1993—94. године, школа у Клашницама је поново почела са радом као четвороразредна, а од 2003—04. године као петоразредна да би школске 2008—09. године прерасла у деветоразредну. Основна школа у Клашницама је постојала за време аустроугарске власти у Босни и Херцеговини 1907. године. Наставни процес се одвија у три смене.

## Догађаји
Догађаји основне школе „Младен Стојановић”:
- Светосавска академија[4]
- Дечија недеља[5]
- Европски дан језика[6]
- Европска ноћ истраживача[7]
- Дан српског јединства, слободе и националне заставе[8]
- Дан биодиверзитета[9]
- Дан планете Земље[10]
- Дан науке[11]
- Дан сећања на жртве холокауста, геноцида и других жртава фашизма у Другом светском рату[12]